# Haller (cognome)
Il cognome Haller, o anche Holler, è piuttosto frequente in Svizzera e in tutte le zone italiane e austriache del Tirolo storico.

## Etimologia
Nell'alto tedesco medio hal può significare "costa" o "pendio",  come nella parola Halde ("macereto", "pietraia"), quindi Haller indicarebbe una persona "dalla costa". Con ogni probabilità il termine deriva dalla radice hål, che significa "salina" nell'alto tedesco medio. Con l'aggiunta del suffisso "professionalizzante" -er, il vocabolo sta a indicare un "lavoratore del sale" e, più nello specifico, un "minatore di sale" o "trasportatore di sale". Infatti, tradizionalmente gli haller trasportavano sale dal nord al sud e vino dal sud al nord delle Alpi su sentieri di montagna. Un antico sentiero di trasporto connetteva Merano – la vecchia capitale del Tirolo – e le zone vitivinicole altoatesine e trentine con le miniere di sale della valle dell'Inn vicino a Innsbruck, passando per la Val Passiria.
Il cognome è spesso pronunciato come Håller in Tirolo, con la å (tra a e o), per cui esiste anche la variante Holler. Questa variabilità tra Haller e Holler è finanche osservabile nella medesima persona.

## Distribuzione
Come s'è detto, questo cognome è diffuso soprattutto nelle zone alpine della Svizzera e del Tirolo. In Italia è molto frequente nel Burgraviato (soprattutto nella Val Passiria) e nelle zone vicine della Val Ridanna e dell'Oltradige altoatesino. La variante Holler è comune soprattutto nella Val di Cembra, Trentino, e quella Höller a Terlano, Val d'Adige (Burgraviato). Da queste zone d'origine il cognome s'è poi diffuso in altre regioni e paesi, com'è il caso, per far solo un esempio, dell'antica e nobile famiglia germanofona degli Haller von Hallenburg, che svolsero un ruolo significativo nella storia della Polonia e della Galizia.

## Persone
- Albin Haller (1849-1925), chimico francese nato a Fellering, in Alsazia.
- Albrecht von Haller (1708-1777), medico e poeta svizzero di Berna.
- Ernest Haller (1896–1970), direttore della fotografia statunitense di Los Angeles.
- Franz Haller (1959-), artista marziale italiano di Parcines.
- Franz Haller von Hallerkeö (1796-1875), generale austriaco di Siebenbürgen.
- Helmut Haller (1939-2012), calciatore tedesco di Augusta.
- Johann Evangelist Haller (1825-1900), provicario di Trento, arcivescovo di Salisburgo e cardinale austriaco nato a San Martino in Passiria.
- Józef Haller von Hallemburg (1873–1960), generale, filantropo e politico polacco di Jurczyce.
- Katja Haller (1981-), biatleta italiana di Vipiteno.
- Max Haller (1947-), sociologo italiano di Vipiteno.
- Michael Haller (1840–1915), compositore e insegnante tedesco di Ratisbona.
- Stanisław Haller de Hallenburg (1872–1940), generale austriaco di Cracovia.